# 小山羊右
小山 羊右（おやま ようすけ、1967年4月23日 - ）は、東北地方で司会者、リポーター、ナレーター、ラジオパーソナリティ、舞台など幅広く活動するローカルタレント。
宮城県仙台市出身、仙台育英学園高等学校卒。スキーはSAJ2級の腕前。ストラテジー所属。

## 概要
学生の頃に、仙台市のスーパー・エンドーチェーン（現：東北西友）でのアルバイトをきっかけに、同店がスポンサーを務めた番組『ザ・ドッチラチン』に出演し、宮城県の地場テレビタレントとしてデビュー。その後、東北地方ブロックネット番組「TVイーハトーブ」にレポーターとして出演し、東北全体に顔が知られるようになる。
まるまるとした体型の特徴的な風貌と親しみやすい語り口が受け、東北地方のテレビ・ラジオ番組に多く出演。取材やロケで東北各県を巡る。司会やラジオパーソナリティのほか、舞台にも出るなど芸の幅広さを見せている。
2004年〜2011年の7年間にわたり、岩手朝日テレビの情報番組「楽茶間」の司会兼レポーターを務め、岩手県でも顔が知られる存在である。
2017年時点は岩手県一関市を拠点とし、ラジオ番組の出演・取材活動等を行っている。
番組で共演した八波一起の誘いで神輿担ぎをはじめ、現在でも東北各県の祭りを巡り、神輿を担いでいる。そば打ちは趣味の域を超え、仙台市内のそば店に卸していたこともある。「温泉ソムリエ」の民間資格も保有。近年は焼き物にも凝ってる。
本人のブログにて、2020年12月に岩手県一関市に引っ越したことを公表。
2025年3月でFM・ASMOのミュージックバーガーを降板。

## 主な出演
太字は2023年時点担当中

### テレビ
- 『ザ・ドッチラチン』ミヤギテレビ（1982年～1989年）
- 『週間MONOステーション』東日本放送（1989年）
- 『TVキャッチ』テレビ岩手（1990年）
- 『J-BOX』仙台放送（1991年）
- 『みやぎこどもステーション』東日本放送（1992年）
- 『八波一起のTVイーハトーブ』東北6県ブロックネット：東日本放送　青森朝日放送　秋田朝日放送　岩手朝日テレビ　山形テレビ　福島放送（1993年）
- 『ワイド生工場』ミヤギテレビ（1994年）
- 『OH!バンデス』ミヤギテレビ（1995年）
- 『APPIスキー王国』テレビ岩手（1997年）
- 『福島合コンバスツアー』福島放送（2001年）
- 『宴会探検隊』岩手めんこいテレビ（2003年）
- 『エネルギーリサーチ社』東北7県ブロックネット：東日本放送　青森朝日放送　秋田朝日放送　岩手朝日テレビ　山形テレビ　福島放送　新潟テレビ21（2004年）
- 『プレ・プロ』岩手朝日テレビ（2004年）
- 『アマタケ杯レディースゴルフ』岩手めんこいテレビ（2004年）
- 『FNSソフト工場 確率症候群』仙台放送　フジテレビ系列各局（2004年）
- 『楽茶間』→『楽茶間plus!!』→『ラクティマプラス!!』岩手朝日テレビ（2004年～）
- 『スーパーJチャンネルABA・あおもりラーメン大百科』青森朝日放送（2006年）

### ラジオ
- 『スポーツ・パラダイス』東北放送（2005年）
- 『ミュージックショーウインドー』東北放送
- 『フォルテ　お耳にパラダイス』東北放送
- 『ムーン・オアシス』ラジオ3
- 『MJQカフェ』Date fm
- 『裏ラジ』FMいずみ
- 『小山羊右　music burger』FMあすも
- 『YOURS』（金曜日担当）FMあすも

### ナレーション
- 『福島のラーメン　炎の25杯』福島放送
- 『TBC仙台圏マンション情報　春編』東北放送
- 『花まる電家』ミヤギテレビ
- 『元気印の民宿お宝体験』秋田放送
- 『がさがさ隊が行く!』福島放送

### 舞台
- 『小山羊右 ボイスオブブルース』
- 『AZ-9 未完成交響曲』
- 『井の中の蛙天を知る』

## 連載
- 河北新報（広域交流版）